# تكية

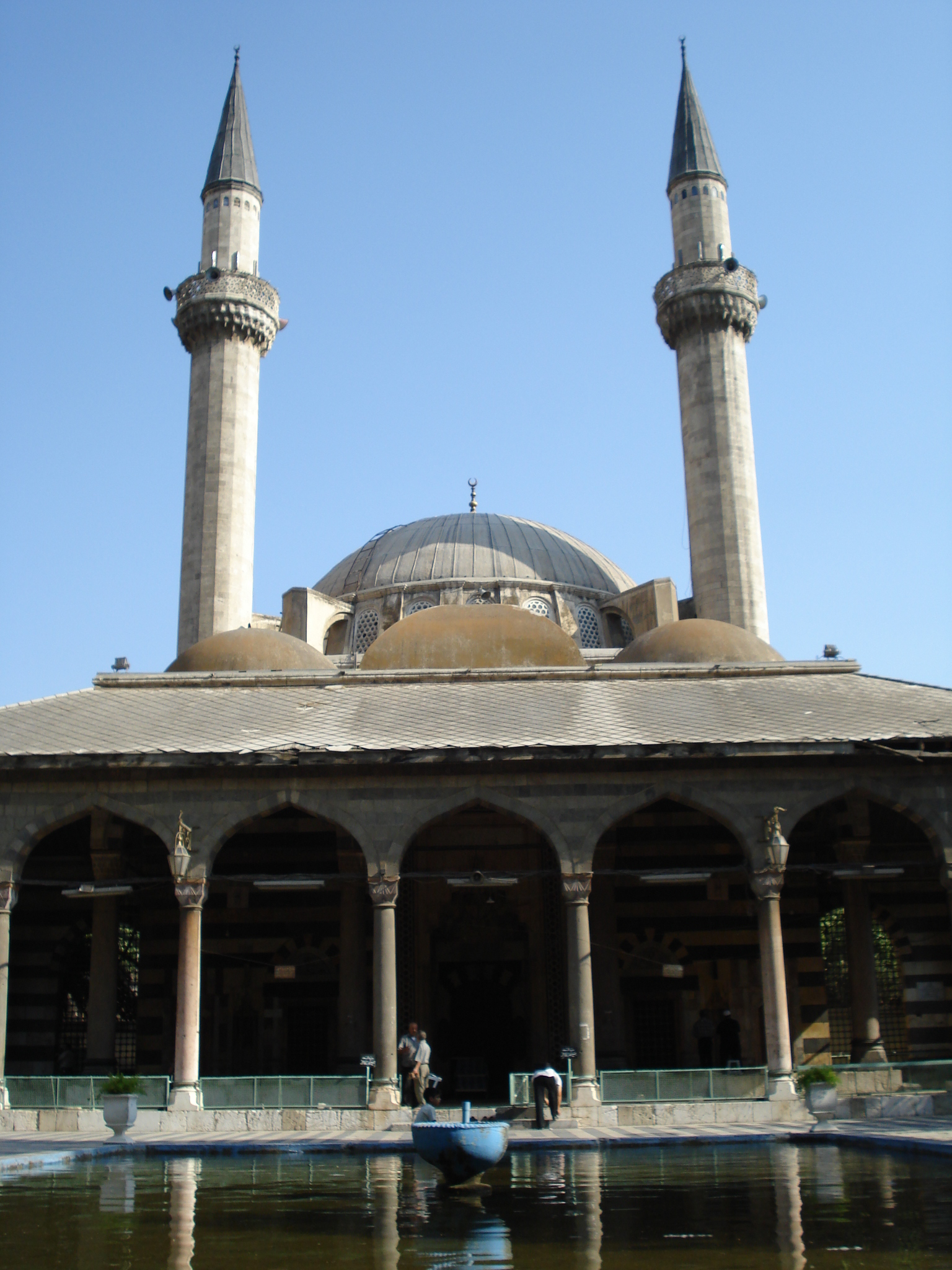
التكية السليمانية في دمشق.

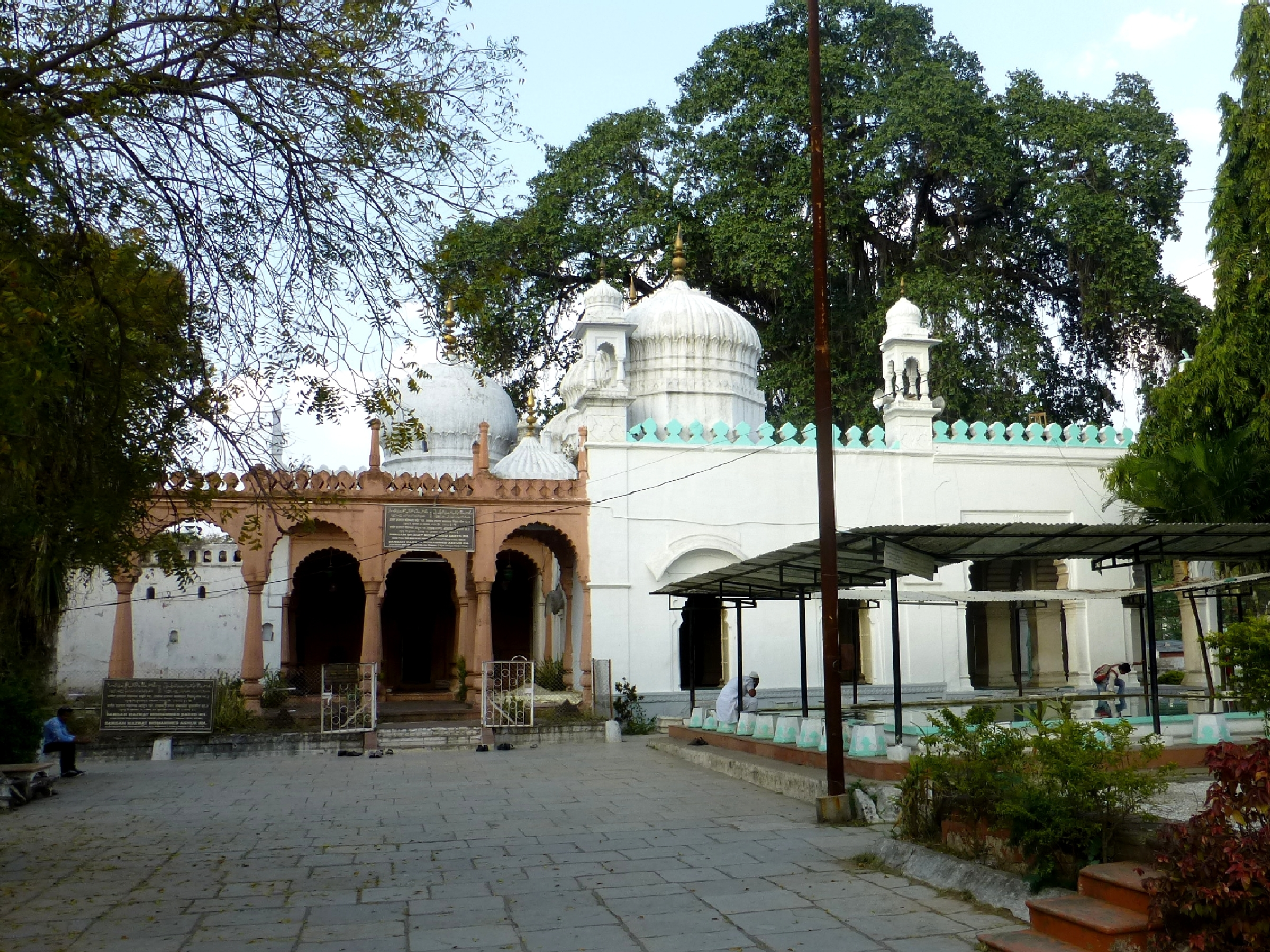
تكية المسافر باباشاه في أورنك آباد.

التكيّة (ج تكايا) من العمائر الدينية المهمة التي ترجع نشأتها إلى العصر العثماني، سواء في الأناضول أو في الولايات التابعة للدولة العثمانية وإلى نفس العصر في سلطنة مغول الهند وإلى عصر ما قبل الصفويين في إيران، ومفردها «تكية»، وأُنشئت خاصة لإقامة المنقطعين للعبادة من المتصوفة ومساعدة عابري السبيل، والتكية من المنشئات الدينية التي حلَّت محل «الخنقاوات» المملوكية في الدولة العثمانية.
وفي العصر الحديث التكية بمعنى المأوى  هو المكان الذي يقيم فيه الفقراء أو المسافرون أو حتى لرعاية المحتضرين الذين ينتظرون وفاتهم وعادة ما يتم الأنفاق عليه من قبل جهات أو منظمات دينية.

## التسمية
بحسب القواميس العثمانية، كلمة تكية مشتقة من اللغة الفارسية وبالفارسية تعني "مكان الاستراحة" أو "الوسادة" أو "دعامة شيءٍ". كلمة "تکیہ" الأردية والبنجابية مشتقة من الكلمة الفارسية أيضًا.

## دورها
والواقع أن التكيّة أخذت تؤدي الوظيفة نفسها التي كانت تقوم بها الخنقاوات، أي أنها خاصة بإقامة المنقطعين للعبادة من المتصوفة، كما أنها قامت خلال العصر العثماني بدور آخر وهو تطبيب المرضى وعلاجهم وهو الدور الذي كانت تقوم به البيمارستانات في العصر الأيوبي والمملوكي، إلا أنه مع بداية العصر العثماني أهمل أمر البيمارستانات وأضيفت مهمتها إلى التكايا.
ولقد تطور دور التكايا بعد ذلك، وأصبحت خاصة بإقامة العاطلين من العثمانيين المهاجرين من الدولة الأم والنازحين إلى الولايات الغنية مثل مصر والشام، ولهذا صحَّ إطلاق لفظ «التكية»، ومعناها مكان يسكنه الدراويش -وهم أتباع الطرق الصوفية مثل- والأغراب وغالبا ممن ليس لهم مورد الكسب، وقد وقفت على التكية الأوقاف وصرفت لها الرواتب الشهرية؛ ولذا سمي محل إقامة الدراويش باسم التّكية؛ لأن أهلها متكئون أي معتمدون في أرزاقهم على مرتباتهم في التكية، واستمر سلاطين آل عثمان وأمراء المماليك وكبار المصريين في الإنفاق على تلك المباني وعلى سكانها.
التكايا المولوية هي التكايا التي استخدموها المولويون.

## هندسة التكية
كان معظم التكايا مبني يتألف من الأقسام التالية:
- قاعة داخلية واسعة تسمى الصحن.
- السمعخانة وهي قاعة تستخدم للذكر، والصلاة والرقص الصوفي الدائري ويسمى مولوية.
- غرف للمريدين وهي الغرف الذي ينام بها الدراويش.
- غرفة استقبال لاستقبال العامة.
- قسم الحريم وهو مخصص لعائلات الدراويش.
- قاعة طعام جماعية ومطبخ.
- مكتبة.
- دورة مياه ومستحم.

وتكون أسقفها عبارة عن قباب متفاوتة الحجم؛ فحجرة الدرس تغطَّى بقبة كبيرة، وحجرات سكن الدراويش لها قباب أقل ارتفاعا من حجرة الدرس أي مستوى وسط، وتكون قباب الظلات أقل في الارتفاع من قباب حجرات سكن الدراويش.

## التكية والخانقاه
والكثيرون من علماء الآثار والعمارة الإسلامية يعتبرون «التكية» تطورًا لفكرة «الخانقاه» التي أقيمت منذ العصر الأيوبي، واستمرت وازدهرت خلال العصر المملوكي، وهي تتشابه مع الخانقاه من حيث الوظيفة كمبنى تقام به حلقات الدروس للمتصوفين بينما تكون الدراسة في الخانقاه إجبارية، ومن ثم يتولى مشيختها كبار العلماء والفقهاء وتمنح الدارسين بها إجازات علمية، أما التكية فلا التزام على المقيمين بها، ومن ثم فلا تقوم فيها فصول للدراسة المنتظمة، وإن كان الأمر لا يخلو من عقد محاضرات للوعظ والإرشاد تنعقد بها حلقات الذكر.

### من الناحية المعمارية
أن عمارة التكية تكون مستقلة بذاتها، أما الخانقاه فقد تكون جامعه أي جامعا أو مدرسة وخانقاه في ذات الوقت.
يختلف تصميم التكية المعماري عن عمارة الخانقاه، فبينما يحتوي الأثنان على صحن (فناء مكشوف مربع، إلا أن تحيط بصحن الخانقاه إيوانات متعامدة تستخدم لعقد حلقات الدراسة، وهذه الإيوانات تتعامد على الصحن المربع، وفي أركان هذا المربع توجد خلاوي الصوفية، أي الأماكن أو الحجرات السكنية الخاصة بهم. أما التكية فهي في جميع الأحيان عبارة عن صحن مكشوف يأخذ الشكل المربع تحيط به من الجوانب الأربعة أربع ظلات، كل ظلة مكونة من رواق واحد، وخلف كل رواق توجد حجرات الصوفية السكنية، وهذه الحجرات دائماً ما تتكون من طابق واحد أرضي، أما في الخانقاوات فقد تتعددالطوابق لتصل إلى أربعة.
كما أنه ليس بالتكية مئذنة أو منبر، أي ليست جامعاً أو مدرسة، وإنما نجد بجهة القبلة حجرة صغيرة بها محراب لإقامة الصلوات، وأيضا ليجتمع الدراويش في حلقات لذكر الله.

## أشهر التكايا العثمانية

### في مصر
ومن أشهر التكايا العثمانية في مدينة القاهرة التكية السليمانية (القاهرة) التي أنشأها الأمير العثماني سليمان باشا عام 950هـ بالسروجية، والتكية الرفاعية 1188هـ ببولاق، وهي تخص الطريقة الرفاعية الصوفية، ولعل من أشهر التكايا العثمانية والتي ما زالت مستخدمة إلى الآن حيث يشغلها مسرح الدراويش هي تكية الدراويش «المولوية» نسبة للطريقة المولوية إحدى الطرق الصوفية العثمانية، ومسرح الدراويش تابع لقطاع المسرح بوزارة الثقافة المصرية.
- التكية المولوية في القاهرة.

### في الشام
من أشهر التكايا العثمانية في الشام التكية السليمية والتكية السليمانية في دمشق.

### في البلقان

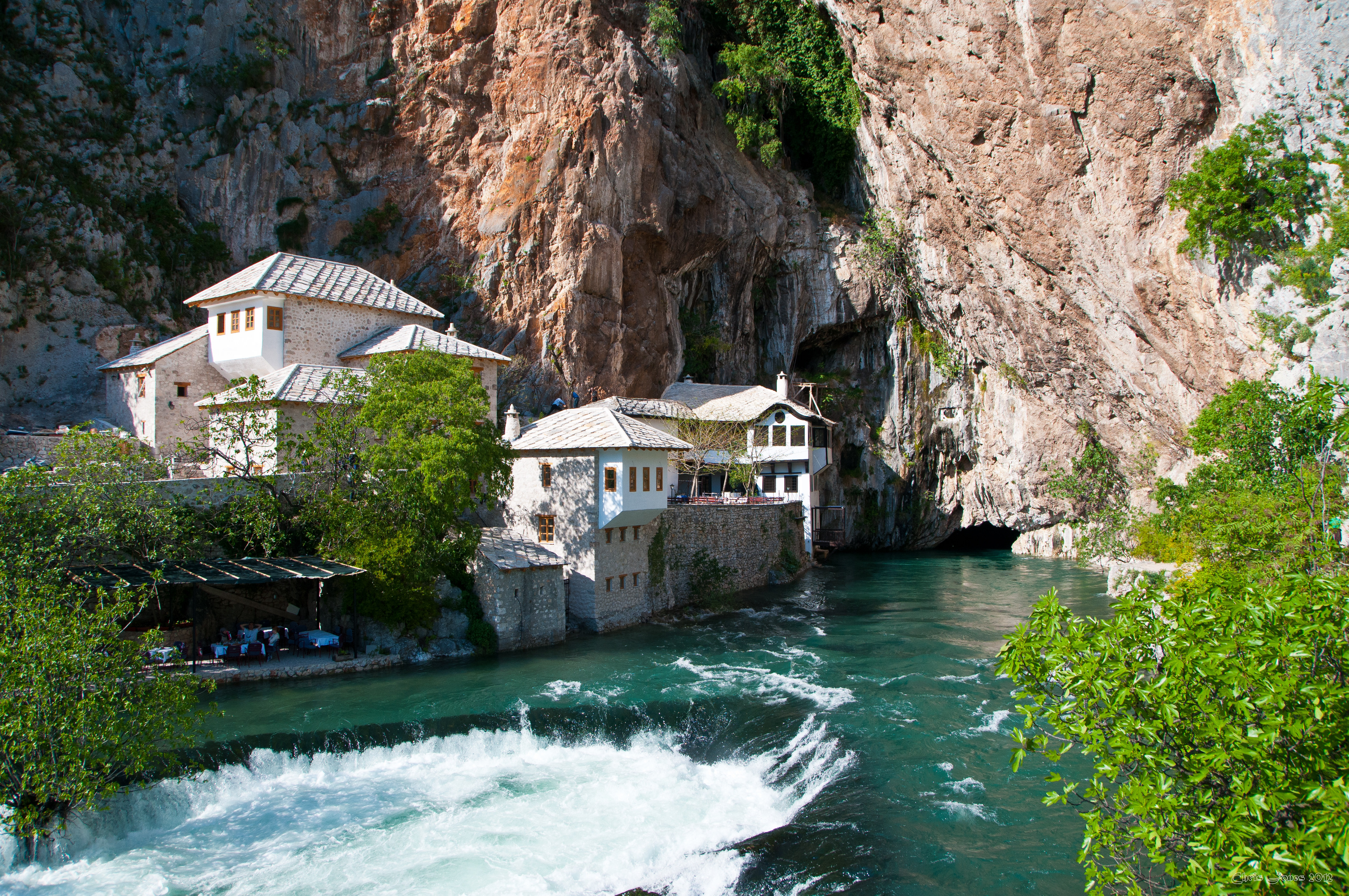
تكية عثمانية بمدينة موستار بالهرسك.

هناك تكايا عثمانية في ألبانيا، في الهرسك، في مقدونيا الشمالية وفي اليونان.

## أشهر التكايا في الوطن العربي المعاصر
- التكيتان المصريتان في مكة المُكرمة.
- تكية أم علي في عمان.
- التكية الإبراهيمية في الخليل.
- تكية نابلس الخيرية في نابلس.
- تكية النبي نوح (دورا).

## تكايا إيران
هناك لبس بين لفظ تكية وحسينية في إيران. بعد تحويل الصفويين لإيران من المذهب السني إلى الشيعي، "بناء الحسينية كان حديث العهد بإيران، وأما التكايا فكانت معروفة ومنتشرة في أنحاء إيران وكانت تقام فيها بعض الشعائر الحسينية أيضا قبل أن تنتقل إلى الحسينيات التي تخصصت بالشعائر الحسينية." ولذلك السبب تم استخدام العديد من المباني التي تسمى بـ"تكايا" في إيران كحسينيات.

## قراءة إضافية
- Saunders، Cicely M.؛ Robert Kastenbaum (1997). Hospice Care on the International Scene. Springer Pub. Co. {{استشهاد بكتاب}}: الوسيط غير المعروف |الرقم المعياري= تم تجاهله يقترح استخدام |ردمك= (مساعدة)
- Szeloch Henryk, Hospice as a place of pastoral and palliative care over a badly ill person, Wyd. UKSW Warszawa 2012,ISSN 1895-3204
- Worpole, Ken, Modern Hospice Design: the architecture of palliative care, Routledge, ISBN 978-0-415-45179-6

## روابط خارجية
- Canadian Virtual Hospice
- Caring Connections
- Federazione Cure Palliative (Italy)
- Canadian Hospice Palliative Care Association
- National Hospice and Palliative Care Organization
- Palliative Care Australia
- The Scottish Partnership for Palliative Care
- Scottish National Care Standards: Hospice Care
- Standards (Switzerland)
- Worldwide Palliative Care Alliance